# Giancarlo Borra
Giancarlo Borra (Gaverina Terme, 29 dicembre 1940) è un politico italiano.

## Biografia
È stato presidente della Provincia di Bergamo dal 1980 al 1985 per la Democrazia Cristiana.
Nel 1987 viene eletto alla Camera dei Deputati per la DC. Conferma il seggio Montecitorio anche dopo le elezioni politiche del 1992. Dopo lo scioglimento della DC aderisce al Partito Popolare Italiano.